# Johnny Rogers
Pour les articles homonymes, voir Rogers.
Johnny Rogers, né le 30 décembre 1963 à Fullerton (Californie), est un ancien joueur américano-espagnol de basket-ball. Il jouait au poste d'ailier fort.

## Biographie
Johnny Rogers a été naturalisé espagnol et disputé les Jeux olympiques 2000 avec l'équipe d'Espagne.

## Sélection nationale
- International espagnol